# Glock 26
Glock 26 — самозарядный пистолет семейства Глок, относящийся к классу субкомпактных моделей, предназначенных для скрытого ношения в качестве как основного, так и запасного оружия.

## Описание
Глок 26 был разработан в 1995 году, в первую очередь предназначен для личного использования, но стал пользоваться популярностью у сотрудников правоохранительных ведомств в качестве запасного оружия. Отличается от базового Глок 17 более короткой и узкой рамкой, облегчающей скрытое ношение. Использует пистолетный патрон 9×19 мм Парабеллум. Обладает достаточно высокими, для оружия такого класса, огневой мощью и останавливающем действием пули используемого патрона.
В силу маленьких размеров не очень удобен для стрельбы (что не так важно в случае использования для самообороны). Маленькая рукоятка не дает опоры мизинцу, что отрицательно сказывается на точности стрельбы. Но при использовании магазинов емкостью 10 патронов, имеющих крышку с выступающей передней частью для упора мизинца, удержание становится стабильнее.
В связи с укорочением ствола и уменьшением пространства в передней части рамы в конструкцию пистолета был введен телескопический стержень возвратной пружины, состоящий из внешней трубки и внутренней оси. При этом используются две пружины — одна на оси, другая на трубке. Передние и задние грани затвора-кожуха скруглены, чтобы обводы оружия не выделялись при скрытом ношении.
Имеет широкий диапазон магазинов с удлинителями рукоятки, самый большой из которых делает рукоятку и боезапас практически идентичными модели Glock 17.
Ёмкость стандартного коробчатого двухрядного магазина составляет 10 патронов, ещё один патрон может быть предварительно дослан в патронник ствола. Кроме того, возможно использование 33-зарядных магазинов от 9-мм пистолетов Glock 17 и Glock 18.
В начале января 2018 года компания Glock Ges.m.b.H. представила общественности Glock 26 пятого поколения или Glock 26 Gen5, вместе с Glock 19X и спортивным Glock 34 Gen5 MOS. Пистолеты Glock 26 Gen5 имеют те же отличия, что и остальные пистолеты Glock пятого поколения: покрытие затвора nDLC; ствол Glock Marksman Barrel; рукоятка без выемок под пальцы; двухсторонняя затворная задержка; расширенная горловина шахты магазина; новый магазин.

## Конструкция
Glock 26 имеет конструкцию, одинаковую с другими пистолетами фирмы Глок (за исключением пистолетов Glock 25 и Glock 28, использующих другой принцип работы автоматики — принцип свободного затвора). Автоматика пистолета работает по принципу использования отдачи при коротком ходе ствола, отпирание затвора происходит при перекосе ствола в вертикальной плоскости вследствие взаимодействия фигурного паза в приливе казённой части ствола с корпусом пистолета. Запирание производится за счёт вхождения прямоугольной казённой части ствола в окно для выброса гильз. Ударно-спусковой механизм ударниковый, с частичным взведением, и довзведением при каждом выстреле. Имеются три автоматических предохранителя: предохранитель на спусковом крючке блокирует движение крючка назад, освобождая его только при нажатии непосредственно на сам спусковой крючок; один предохранитель ударника делает невозможным выстрел при срыве ударника, второй блокирует ударник до тех пор, пока не будет выжат спусковой крючок. Ручных предохранителей пистолет не имеет. Рамка пистолета сделана из полимерного материала.

## Варианты и модификации
Пистолет выпускается в нескольких различных вариантах исполнения.

### Реплики и копии пистолета
- Tokyo Marui Glock 26 — страйкбольный пистолет
- WE Glock 26 — страйкбольный пистолет
- Арсенал Glock 26 — игрушка
- G16 — страйкбольный пистолет

## Аксессуары
Для пистолетов Glock 26 выпускаются аксессуары и дополнительное оборудование:
- лазерный целеуказатель LaserMax LMS-1161
- сменная накладка на рукоять Pearce Grip PG2733 Glock 26/27 производства компании «Pearce Grip Inc.»
- кобура скрытого ношения Concealed Carry Holster Z5002 производства компании IMI Defence[5]

## Страны-эксплуатанты
- Австрия — на вооружении спецподразделения «EKO Cobra» министерства внутренних дел Австрии[6] и армейского специального отряда Jagdkommando — для защиты высокопоставленных лиц[7].
- Бельгия — используются в полиции: в 2010 году имелось 397 единиц, в 2013—419[8].
- Бразилия — используются в федеральной полиции (порт. Polícia Federal)[9].
- Великобритания — в 2010 году партия пистолетов принята на вооружение сотрудников спецподразделения SO1 английской полиции, которые осуществляют охрану высокопоставленных должностных лиц[10].
- Германия — в спецподразделениях полиции GSG 9, ZUZ (группа охраны таможни), специальных отрядах полиции (SEK) федеральных земель Берлин, Нижняя Саксония, Южная Бавария и Тюрингия[11].
- Греция — используются в спецподразделении полиции EKAM[12].
- Индия — в 2010 году закуплена партия пистолетов для антитеррористического спецподразделения[13].
- Испания — используются в Гражданской гвардии с 2000 года[14].
- Люксембург — используются в таможенной службе[15].
- Малайзия — в спецподразделениях армии PASKAL и PASKAU; в полицейских подразделениях охраны высокопоставленных лиц[16].
- Молдова — разрешен в качестве служебно-штатного оружия, используемого предприятиями, учреждениями и организациями при осуществлении возложенных на них задач по охране собственности, защите жизни и здоровья людей, природы, природных ресурсов, а также должностными лицами (может быть выдан в качестве личного оружия президенту страны, членам правительства, депутатам парламента, председателю Верховного Суда и председателям судов, а также прокурорам всех уровней и их заместителям)[17]
- Нидерланды — 130 единиц приобретено для полиции в 2007 году[18].
- Пакистан — спецподразделение армии SSG, с 2002 года[19].
- Россия — в 2008—2012 гг. для спецслужб была закуплена партия пистолетов общей стоимостью 478 тыс. рублей[20]; 8 октября 2013 года было принято решение приобрести ещё 24 пистолета Glock 26[21] для армейского спецподразделения Министерства обороны РФ (в войсковую часть 92154 «Сенеж»)[22], но 24 октября 2013 года этот заказ был отменён[23]. 20 января 2015 года Glock 26 включён в перечень наградного оружия[24].
- США — на федеральном уровне:
  - Служба лесов (англ. Forest Service) — специальными агентами по их выбору, другие предлагаемые модели: Glock 17, Glock 19, Glock 22, Glock 23 и Glock 27[25].
  - Управление защиты таможни и границ (Customs and Border Protection) — использовался в 2002—2004 годах специальными агентами таможни по их выбору, другой предлагаемой моделью являлся Glock 19[26].
  - Отдел расследований службы внутренней безопасности (Homeland Security Investigations) — в 1999—2003 годах использовался специальными агентами таможни по их выбору, другой предлагаемой моделью являлся Glock 19[27].
  - Департамент уголовных расследований (Criminial Investigation Department) Агентства по защите окружающей среды (Environmental Protection Agency) — является допущенным к приобретению образцом (Authorises), вместе с Glock 17; штатный образец — Glock 19[28].

так же некоторое количество пистолетов используется полицейскими департаментами США.
- Украина — для правоохранительных органов приобретено 20 единиц в 2008 году[29].
- Финляндия — используются в полиции[30].
- Франция — используются в спецподразделениях полиции и жандармерии BRI, DCRI, GIGN, GIPN, GSPR и RAID[31].
- Чехия — используются в полиции[32].
- Швейцария — с 2012 года в спецподразделениях армии AAD10 и MilSich[33].